# Gilles Villeneuve
Pour les articles homonymes, voir Villeneuve.
Gilles Villeneuve, né le 18 janvier 1950 à Saint-Jean-sur-Richelieu au Québec et mort le 8 mai 1982 à Louvain en Belgique, est un pilote automobile canadien. Il a remporté six Grands Prix, tous avec Ferrari et est monté treize fois sur le podium. Son style de pilotage spectaculaire ainsi que sa mort tragique aux qualifications du GP de Belgique 1982 ont contribué à faire de lui l'une des légendes de la Formule 1.
Le circuit de l'Ile Notre-Dame à Montréal, qu'il inaugura en 1978 par une victoire et où se déroule chaque année le Grand Prix du Canada, porte son nom.
Son fils Jacques est devenu champion du monde de Formule 1 en 1997.

## Biographie
Gilles Villeneuve est le fils de Séville Villeneuve (1926-1987) et Georgette Coupal (1925-2008). Il reçoit comme nom de baptême Joseph Gilles Henri Villeneuve.
Son frère cadet, Jacques-Joseph, effectua une honorable carrière en sport automobile.

### Les débuts

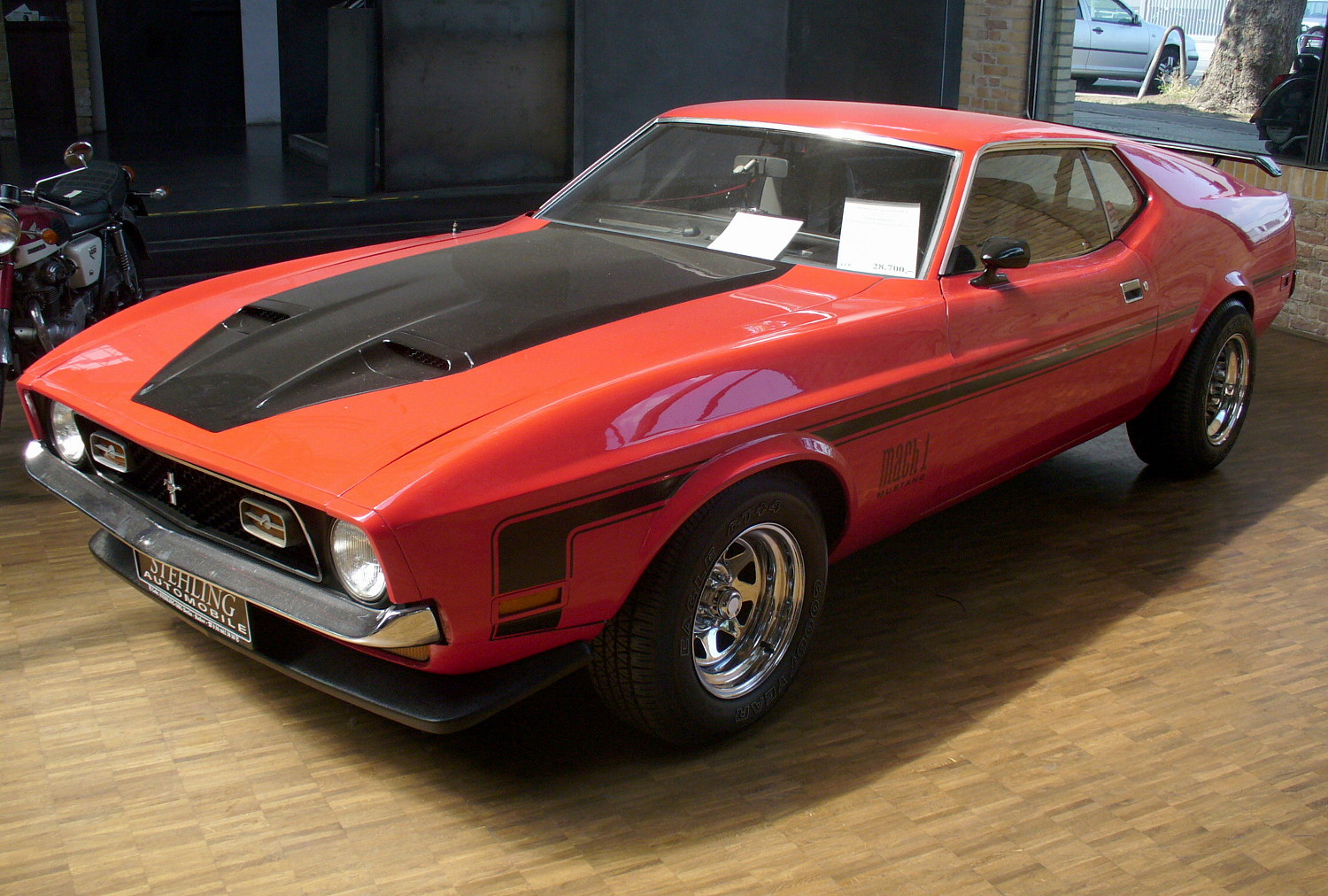
Villeneuve débute en sport automobile avec une Mustang Boss 1971 similaire à celle-ci.

Passionné par l'automobile depuis son enfance, Gilles Villeneuve commence sa carrière à sa sortie du cégep. Il s'inscrit tout d'abord dans des épreuves d'accélération (dragsters) au volant de sa Ford Mustang personnelle, mais faute d'argent, se tourne rapidement vers les épreuves de motoneige, financièrement plus abordables, mais surtout plus lucratives. Cette fructueuse première partie de carrière débouche sur un titre de champion du monde en 1974 ainsi que de multiples titres au Canada et aux États-Unis. Grâce à l'argent accumulé en tant que pilote professionnel de moto-neige, Gilles peut parallèlement retourner à son premier amour : la course automobile. En 1973, après un passage par l'école de pilotage de Jim Russell sur le circuit Mont-Tremblant, il dispute et remporte le championnat du Québec de Formule Ford avec sept victoires en dix courses.
L'année suivante, il accède à la Formule Atlantic. Après une première saison ratée en 1974, sa situation financière devient de plus en plus critique, mais les succès commencent à venir en 1975, avant qu'il ne se révèle véritablement en 1976.
En complément de son programme en Amérique du Nord, Gilles Villeneuve prend part à sa toute première course sur le sol européen en s'inscrivant au Grand Prix de Pau, une épreuve de Formule 2. La March-Hart aux couleurs du Grand Prix de Trois-Rivières peine à rivaliser face aux monoplaces équipées de moteurs BMW, qui dominent la catégorie. Sur le sinueux et difficile tracé urbain de Pau-Ville, il se classe dixième sur la grille de départ, et atteint la sixième place en course au moment de son abandon sur surchauffe moteur.
De retour en Amérique, il finit par remporter les championnats américains et canadiens de Formule Atlantic 1976 avec neuf victoires en dix courses. Mais son plus beau fait d'armes a lieu au Grand Prix de Trois-Rivières, où au prix d'une attaque de tous les instants, il s'impose en battant plusieurs pilotes de Formule 1 invités. Parmi eux se trouve le Britannique James Hunt, sur le point de décrocher le titre de champion du monde de Formule 1. Impressionné par le pilotage spectaculaire du jeune Québécois, le leader de l'écurie McLaren s'empresse de le recommander à son employeur dès son retour en Europe.

### 1977: premiers pas en Formule 1

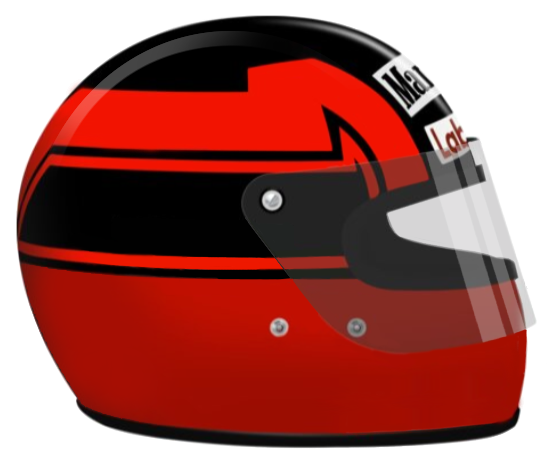
Le casque intégral de Gilles Villeneuve.

En 1977, Villeneuve pilote toujours en Formule Atlantic lorsque McLaren lui offre l'occasion de débuter en Formule 1 à l'occasion du Grand Prix de Grande-Bretagne, disputé à Silverstone, au volant de la troisième voiture de l'écurie la McLaren Ford M23, portant le numéro 40. Retardé en début de course par des ennuis moteur, Villeneuve termine à une anonyme onzième place, mais ses temps au tour et son sens de l'attaque n'échappent pas à Enzo Ferrari qui, séduit, lui propose un test à Fiorano au mois de septembre, alors que fin août il termine deuxième des 6 Heures de Mosport sur BMW 320 avec Eddie Cheever, en mondial SportsCars. Le test s'avère suffisamment concluant pour que la Scuderia Ferrari l'engage pour les deux dernières courses de la saison sur la troisième voiture de l'équipe. À la suite du brusque départ de Niki Lauda, fâché avec la direction de la Scuderia, c'est en réalité en qualité de deuxième pilote que Villeneuve fait ses débuts chez Ferrari. Douzième du Grand Prix du Canada, il est impliqué au Grand Prix du Japon dans un tragique accident puisqu'à la suite d'un accrochage avec la Tyrrell 6 roues de Ronnie Peterson, sa voiture décolle et vient s'écraser au-delà des barrières de sécurité, tuant deux personnes (un photographe et un officiel).

### 1978: apprentissage difficile
Les véritables débuts en Formule 1 de Villeneuve ont lieu en 1978. Dans un premier temps, il éprouve toutes les peines du monde à confirmer les espoirs placés en lui. Nettement dominé par son coéquipier argentin Carlos Reutemann, ses compétences sont mises en doute par les très exigeants médias italiens, qui réclament son remplacement. Mais Villeneuve trouve peu à peu ses marques et termine sa première saison complète en F1 de la plus belle des façons, puisqu'il remporte à Montréal son Grand Prix national, levant du même coup tous les doutes sur ses capacités à piloter au plus haut niveau.

### 1979: l'occasion manquée

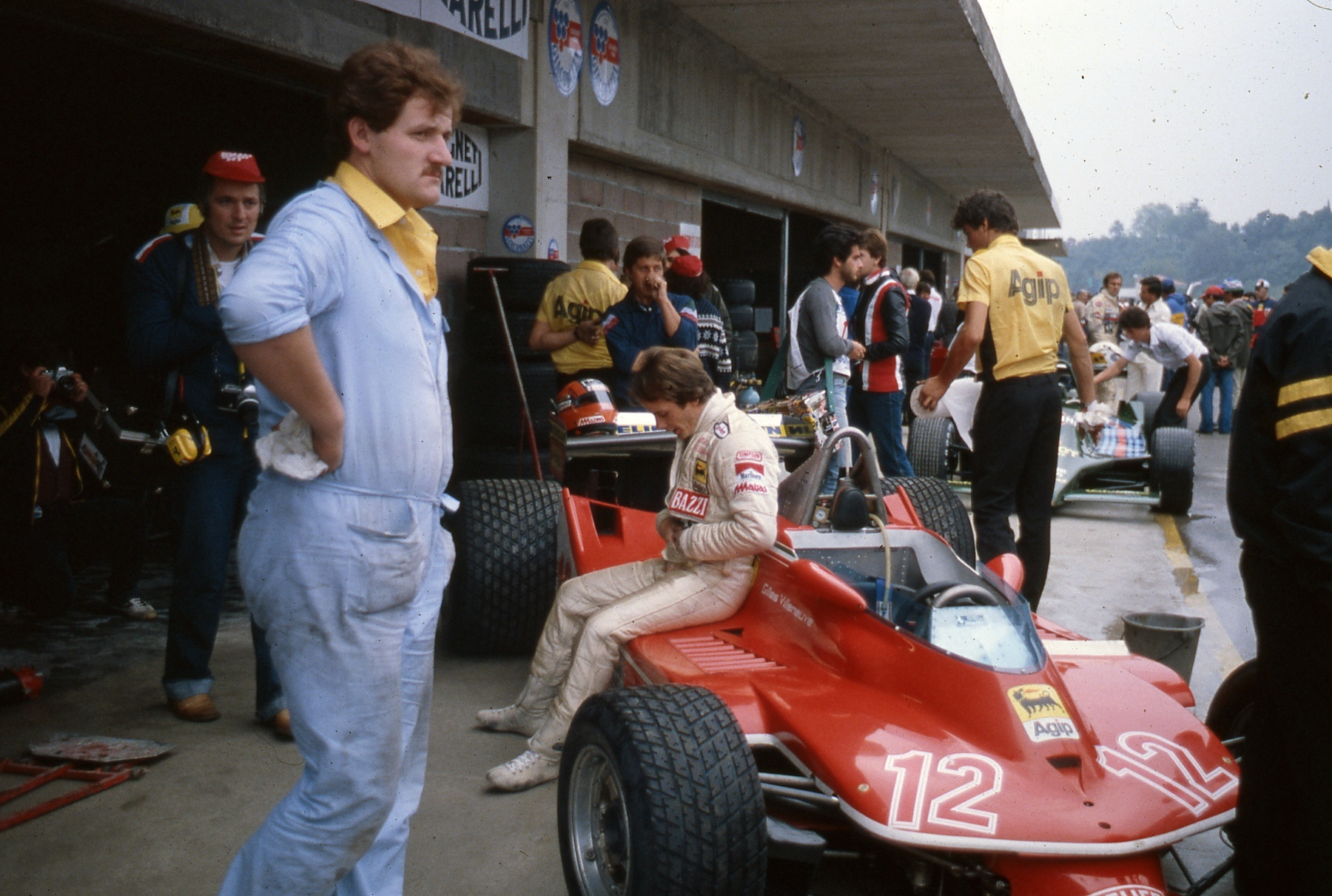
Gilles Villeneuve à Imola en 1979.

En 1979, à la suite du départ de Reutemann pour Lotus, Villeneuve est rejoint chez Ferrari par l'expérimenté pilote sud-africain Jody Scheckter. Après un début de saison dominé par les Ligier, les Ferrari ne tardent pas à s'affirmer comme les meilleures voitures du plateau. Vainqueur coup sur coup du Grand Prix d'Afrique du Sud puis du Grand Prix des États-Unis Ouest à Long Beach, Villeneuve prend ainsi la tête du championnat. Mais la suite est plus difficile pour le Québécois, qui subit la loi de Jody Scheckter, quasiment aussi performant que lui tout en faisant preuve d'une plus grande science de la course. Inexorablement distancé au championnat, Villeneuve laisse définitivement échapper le titre à l'issue du Grand Prix d'Italie, antépénultième manche de la saison où, respectueux des consignes d'équipe, il ne cherche pas à contester la victoire à son coéquipier et ami et se contente d'assurer le doublé pour Ferrari. En remportant en fin de saison le Grand Prix des États-Unis Est à Watkins Glen, Villeneuve décroche tout de même le titre honorifique de vice-champion du monde.
Mais la saison 1979 de Villeneuve est loin de se résumer à un duel perdu pour le titre face à Scheckter. Cette année-là, en dehors de ses trois succès, il réalise deux prestations qui marqueront durablement les esprits. Tout d'abord au Grand Prix de France disputé à Dijon, où dans les derniers tours de course, il livre au Français René Arnoux un duel d'une intensité jamais égalée en Formule 1. En se doublant, en se redoublant, en abordant plusieurs virages de front et en se touchant à plusieurs reprises sur et hors de la piste, les deux pilotes font se lever le public qui en oubliera presque qu'il ne s'agit là que d'une lutte pour la deuxième place. Ce final entre les deux pilotes reste considéré comme une des plus grandes batailles en piste de l'histoire de la Formule 1.
Au Grand Prix des Pays-Bas à Zandvoort ensuite, où auteur d'un début de course tonitruant (marqué par un dépassement plein d'audace sur Alan Jones par l'extérieur du virage Tarzan), Villeneuve est victime d'une crevaison. Mais loin de se ranger sagement sur le bord de piste, il continue d'attaquer au volant d'une voiture complètement déséquilibrée, tantôt sur trois roues, tantôt sur deux roues, tandis que son pneu déchiqueté arrache des éléments de carrosserie. À son retour aux stands, il faudra toute la force de persuasion de ses mécaniciens pour le convaincre de renoncer.

### 1980: une saison catastrophique

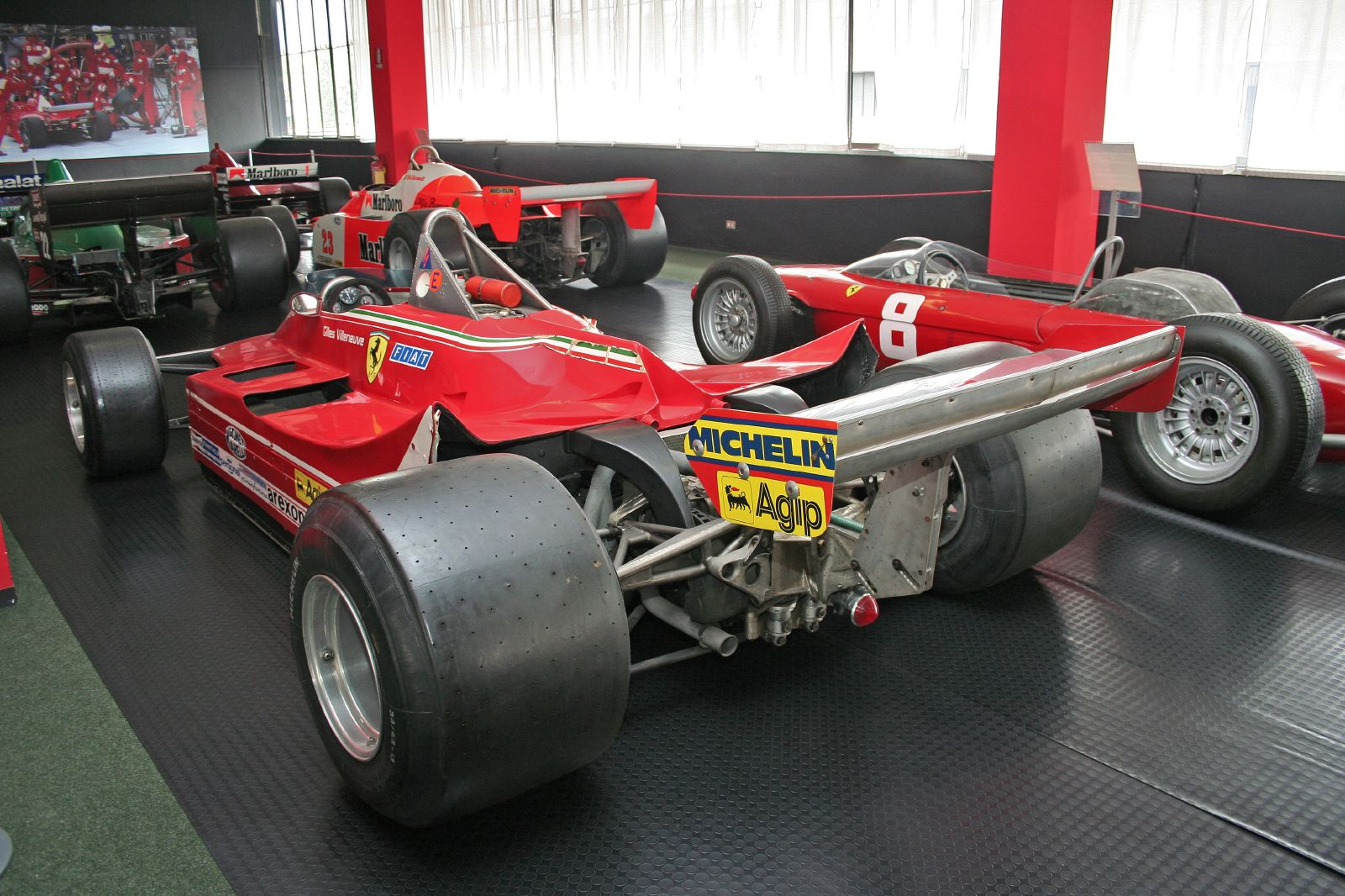
La Ferrari 312 T5 de Villeneuve au Musée de l'automobile de Turin.

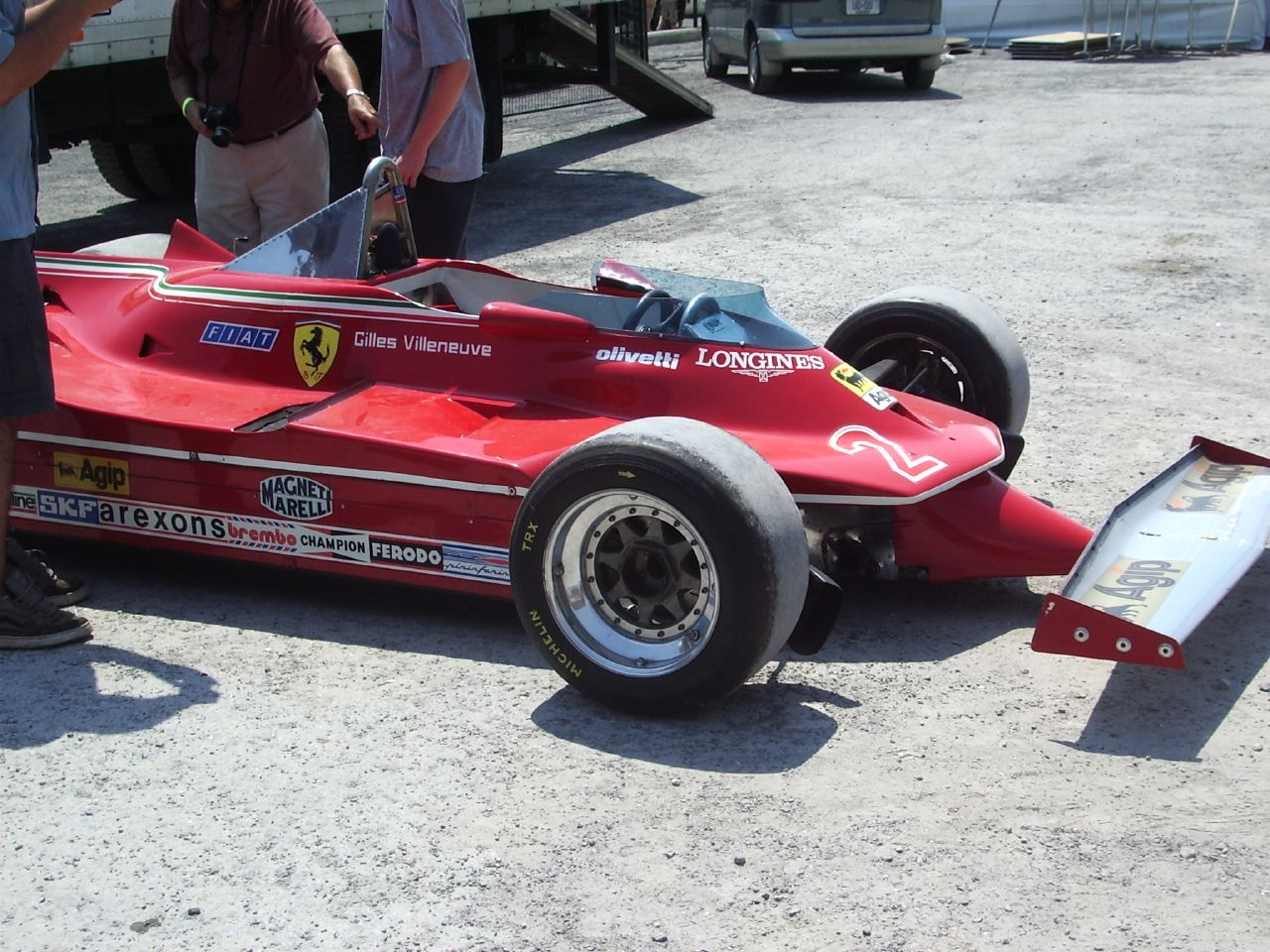
La Ferrari 312 T5 de Villeneuve lors de la saison 1980.

En 1980, Gilles Villeneuve est très attendu. Compte tenu de sa pointe de vitesse de plus en plus affûtée et de son expérience grandissante, il semble en mesure de prendre sa revanche sur Scheckter au championnat du monde. C'est sans compter sur le catastrophique niveau de la Ferrari 312 T5. Évolution de la voiture qui l'année précédente, malgré son utilisation partielle de l'effet de sol (l'usage du large moteur Flat-12 ne permet pas de concevoir une véritable « wing car ») parvenait à tenir la dragée haute aux « wing cars », la 312 T5 s'avère complètement dépassée. Souvent qualifié dans la deuxième moitié de la grille de départ, Villeneuve ne parvient à arracher que six maigres points malgré des efforts jamais comptés. C'est toujours mieux que son équipier Scheckter qui, démotivé, annoncera rapidement son départ à la retraite et connaîtra même le déshonneur d'une non-qualification.

### 1981: dompter la puissance
À partir de 1981, la Scuderia Ferrari amorce son retour au premier plan grâce à son adoption de la technologie du moteur turbocompressé, déjà utilisée par Renault depuis 1977. D'une puissance redoutable, le moteur de la Ferrari 126 C1 est toutefois particulièrement difficile à exploiter, en raison de son temps de réponse. À cela s'ajoute un châssis à la tenue de route plus que précaire. Après un début de saison catastrophique, Villeneuve va pourtant réagir sur le circuit où on l'attend le moins et qui semble le moins correspondre aux caractéristiques de sa voiture, en l'occurrence Monaco, où il réalise un véritable numéro d'équilibriste entre les rails pour guider sa machine vers la victoire. Il récidive lors du Grand Prix suivant disputé sur le tracé de Jarama en Espagne, où un départ fulgurant conjugué à l'abandon précoce du champion du monde en titre Alan Jones lui permet de prendre la tête de la course en début d'épreuve. Durant tout le reste du Grand Prix, il parvient à contenir la meute de ses poursuivants, plus rapides que lui, en bouchonnant astucieusement dans les parties sinueuses et en utilisant toute la puissance de son moteur turbo dans les lignes droites. Sur la ligne d'arrivée, Villeneuve sauve sa première place tandis que quatre pilotes sont regroupés en moins d'une seconde derrière lui. Le Québécois réalise une autre prestation mémorable en fin d'année à Montréal, où sous la pluie, il se classe troisième malgré un aileron avant à la verticale, conséquence d'un accrochage en début de course.

### 1982: le drame de Zolder
Les progrès réguliers de la Ferrari turbo font de Villeneuve l'un des favoris de la saison 1982. Dominé par Alain Prost et sa Renault lors des premières manches de la saison, il entend bien prendre sa revanche « à domicile », à l'occasion du GP de Saint-Marin, boycotté par les équipes FOCA. L'abandon précoce des Renault lui ouvre la voie d'un facile succès, tandis que juste derrière lui, son équipier et ami Didier Pironi semble assurer le doublé de la Scuderia. Conscient de l'importance de ce résultat d'ensemble après un début de saison raté, le stand Ferrari passe à ses pilotes le panneau « SLOW », qui signifie qu'ils doivent baisser le rythme et qui est donc un ordre implicite de figer les positions. Pourtant, Pironi attaque Villeneuve et entreprend de le doubler. Pensant dans un premier temps que son équipier le dépasse par jeu et cherche avant tout à divertir un public qui a été privé d'une vraie course, Villeneuve se rend pourtant rapidement compte que Pironi cherche réellement à lui contester la victoire et a toutes les peines du monde à reprendre le commandement de l'épreuve. S'ensuit un duel fratricide dont Pironi sort finalement vainqueur. Sur le podium d'après course, Villeneuve, les mâchoires serrées, refuse ostensiblement de saluer Pironi et d'ouvrir la traditionnelle bouteille de champagne. S'estimant trahi par celui qui en dehors des circuits était également un ami proche, il prononce des paroles de vengeance à l'encontre du pilote français.

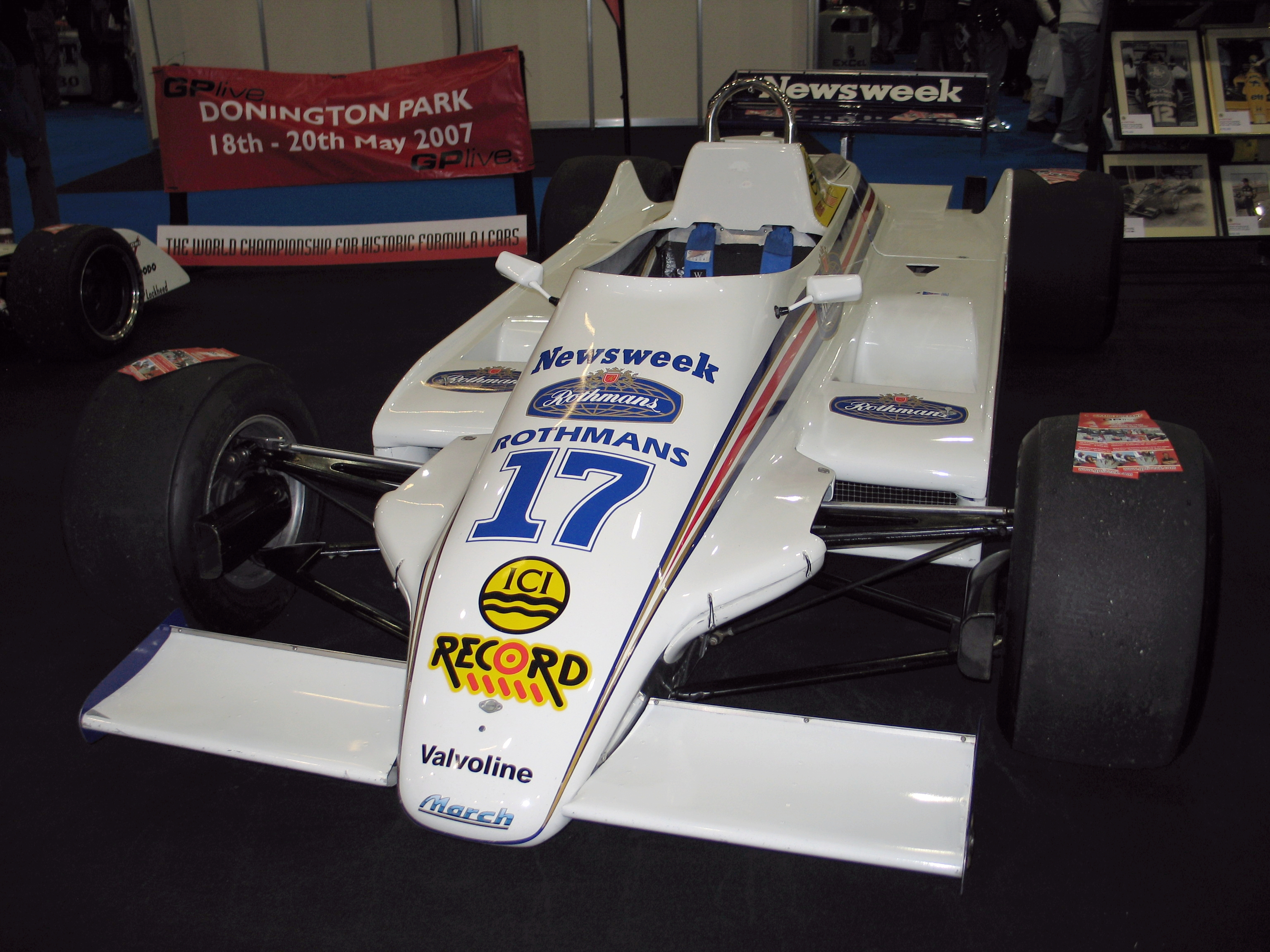
La March Engineering de Jochen Mass que Villeneuve a percutée à Zolder en 1982.

Le Grand Prix suivant se déroule à Zolder en Belgique. Toujours furieux, Gilles Villeneuve est plus que jamais décidé à prendre sa revanche. Le duel est lancé dès les qualifications où les deux hommes luttent pour arracher la pole position. Gilles tente par tous les moyens de surpasser le temps de Pironi, en vain. C'est à cette occasion que Villeneuve trouve la mort. Lancé à haute vitesse, il rattrape la March de Jochen Mass qui roule au ralenti. Constatant l'arrivée de la Ferrari dans ses rétroviseurs, Mass change de ligne pour lui ouvrir le passage, au moment même où le Canadien entreprenait de le déboîter. La Ferrari heurte très violemment la March par l'arrière, puis décolle, avant de retomber lourdement et de partir dans une série de tonneaux au cours de laquelle Villeneuve est éjecté. Gisant inanimé dans un grillage de protection, il est transporté d'urgence à l'hôpital le plus proche, où son décès est prononcé dans la soirée. L'enquête démontrera que Villeneuve a probablement été tué dès le choc initial avec le sol, le foie éclaté et les vertèbres cervicales brisées.
Les circonstances de l'accident de Gilles Villeneuve font encore aujourd'hui l'objet de thèses contradictoires. Pour certains, Villeneuve était lancé dans un tour de qualification au moment où il a rattrapé Mass, ce qui expliquerait sa volonté de ne pas lever le pied. D'autres estiment au contraire que Villeneuve venait déjà d'effectuer un tour rapide et que l'accident a donc eu lieu dans son tour de rentrée aux stands, effectué à une vitesse anormalement élevée, ou alors dans une tentative désespérée d'effectuer un deuxième tour rapide avec le même train de pneus. Mauro Forghieri explique que Gilles Villeneuve venait de terminer son tour de qualification et que, distrait lors de son tour de rentrée au stand, il percuta la voiture de Mass.
Sa femme Joann a emporté ses cendres à Monaco et un cercueil vide a été inhumé à Berthierville au Canada pour empêcher le ministère du Revenu de retenir une partie de l'avoir de Gilles Villeneuve (si le corps était enterré au Canada, le ministère du Revenu du pays aurait pu s'assigner une part de ses biens).

## Résultats en championnat du monde de Formule 1
| Saison | Écurie                                           | Châssis       | Moteur                      | Pneus    | GP disputés | Victoires | Pole positions | Meilleurs tours | Points | Classement |
| ------ | ------------------------------------------------ | ------------- | --------------------------- | -------- | ----------- | --------- | -------------- | --------------- | ------ | ---------- |
| 1977   | Marlboro Team McLaren Scuderia Ferrari SpA SEFAC | M23 312 T2    | Cosworth V8 Ferrari Flat-12 | Goodyear | 3           | 0         | 0              | 0               | 0      | Nc.        |
| 1978   | Scuderia Ferrari SpA SEFAC                       | 312 T2 312 T3 | Ferrari Flat-12             | Michelin | 16          | 1         | 0              | 1               | 17     | 9e         |
| 1979   | Scuderia Ferrari SpA SEFAC                       | 312 T3 312 T4 | Ferrari Flat-12             | Michelin | 15          | 3         | 1              | 6               | 53     | 2e         |
| 1980   | Scuderia Ferrari SpA SEFAC                       | 312 T5        | Ferrari Flat-12             | Michelin | 14          | 0         | 0              | 0               | 6      | 10e        |
| 1981   | Scuderia Ferrari SpA SEFAC                       | 126 CK        | Ferrari V6 turbo            | Michelin | 15          | 2         | 1              | 1               | 27     | 7e         |
| 1982   | Scuderia Ferrari SpA SEFAC                       | 126 C2        | Ferrari V6 turbo            | Goodyear | 4           | 0         | 0              | 0               | 6      | 15e        |
|        | Total                                            |               |                             |          | 67          | 6         | 2              | 8               | 109    |            |

## Victoires en Championnat du monde de Formule 1
| no | Année | Manche | Grand Prix       | Circuit      | Grille | Écurie           | Voiture        | Résumé |
| -- | ----- | ------ | ---------------- | ------------ | ------ | ---------------- | -------------- | ------ |
| 1  | 1978  | 16/16  | Canada           | Montréal     | 3e     | Scuderia Ferrari | Ferrari 312 T3 | Résumé |
| 2  | 1979  | 03/15  | Afrique du Sud   | Kyalami      | 3e     | Scuderia Ferrari | Ferrari 312 T4 | Résumé |
| 3  | 1979  | 04/15  | États-Unis Ouest | Long Beach   | 1er    | Scuderia Ferrari | Ferrari 312 T4 | Résumé |
| 4  | 1979  | 15/15  | États-Unis Est   | Watkins Glen | 3e     | Scuderia Ferrari | Ferrari 312 T4 | Résumé |
| 5  | 1981  | 06/15  | Monaco           | Monaco       | 2e     | Scuderia Ferrari | Ferrari 126 CK | Résumé |
| 6  | 1981  | 07/15  | Espagne          | Jarama       | 7e     | Scuderia Ferrari | Ferrari 126 CK | Résumé |

## Carrière
- 1967 : début en course régionale de motoneige Ski-Doo[9]
- 1973 : champion du Québec de Formule Ford (9 victoires en 10 courses)
- 1974 : champion du monde de motoneige et débuts en Formule Atlantic
- 1976 : champion du Canada et des États-Unis de Formule Atlantic (9 victoires en 10 courses). Victoire à l'épreuve de Trois-Rivières devant les pilotes de Formule 1 invités.
- 1977 : champion du Canada de Formule Atlantic. Débuts en Formule 1 au GP de Grande-Bretagne sur McLaren, puis deux courses chez Ferrari.
- 1978 : Formule 1 chez Ferrari (9e du championnat avec 17 points et 1 victoire)
- 1979 : Formule 1 chez Ferrari (2e du championnat avec 53 points et 3 victoires, victoire à la Race of Champions (Brands Hatch)
- 1980 : Formule 1 chez Ferrari (12e du championnat avec 6 points)
- 1981 : Formule 1 chez Ferrari (7e du championnat avec 25 points et 2 victoires)
- 1982 : Formule 1 chez Ferrari (15e du championnat avec 6 points). Accident mortel aux qualifications du GP de Belgique le 8 mai[10].

## Hommages

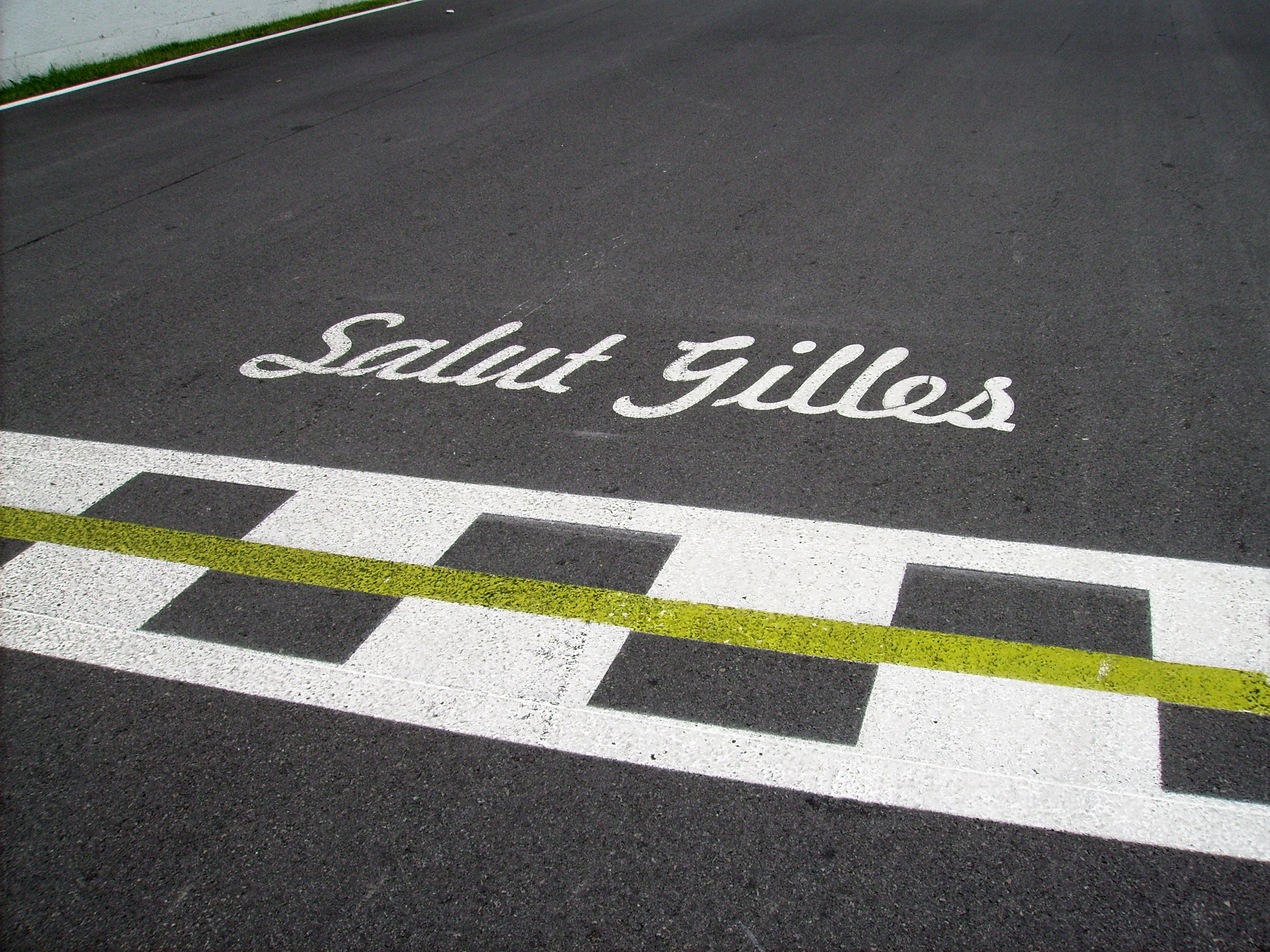
L'inscription peinte sur la grille de départ du Circuit Gilles Villeneuve.

- à Berthierville, un musée lui rend hommage. Inauguré en 1988, le musée Gilles-Villeneuve regroupe des voitures de course, des souvenirs de Grand Prix, des documents d'archives sonores et vidéo ainsi que des centaines de photos du champion. Le musée est également consacré à son fils et à son frère ;
- le circuit de Montréal, sur lequel Gilles Villeneuve a remporté son premier succès en Formule 1 en 1978, a été rebaptisé Circuit Gilles-Villeneuve quelques semaines après sa mort. L'inscription Salut Gilles est peinte sur la grille de départ ;
- en 1991, il est introduit au Panthéon des sports du Québec ;
- le 12 juin 1997, lancement au Canada d'une série de timbres en son honneur ;
- en 1998, lancement d'une pièce de 50 cents par la Monnaie royale canadienne pour commémorer sa victoire au Grand Prix de Formule 1 du Canada 1978 ;
- en 2011, lancement d'une pièce de 1 dollars (USD) des Palaos pour commémorer la victoire de Ferrari au Grand Prix de Formule 1 de Saint-Marin 1982, attribuée à Gilles Villeneuve sur la pièce, au lieu de Didier Pironi ;
- en mai 2012, Ferrari commémore sa mémoire et son fils s'installe dans le siège de sa Ferrari 312 T4[11] ;
- en 2014, lancement de deux timbres commémoratifs par l'office des timbres de la principauté de Monaco ;
- le championnat de Formule 2 historique (IHF2) lui rend hommage en décernant le Gilles Villeneuve Trophy au vainqueur de la catégorie C[12].

## Vie familiale
Gilles Villeneuve a épousé Joanna Barthe en 1970. Le couple a eu deux enfants, Jacques Villeneuve (né en 1971, vainqueur des 500 miles d'Indianapolis en 1995 et champion du monde de Formule 1 en 1997) et Mélanie Villeneuve (née en 1973, et aujourd'hui une concertiste réputée).

## Personnalité
Mauro Forghieri décrit l'homme comme un pur, sans concession : « Gilles Villeneuve fut un homme qui bien qu'il ne soit pas devenu champion du monde est, je crois, le pilote qui obtint la plus grande reconnaissance du public. Encore aujourd'hui, on se souvient de lui comme s'il avait été le plus grand pilote au monde. Il avait la particularité d'être un pur mais il avait un grave défaut : pour lui, la course existait en tant que chose. C'est-à-dire que lorsqu'il abaissait la visière il courait cette course-là, pour lui, tout était focalisé sur ce moment. Ce n'était pas quelqu'un comme Niki Lauda ni même d'autres qui ne raisonnaient pas seulement en fonction de la course mais aussi du championnat. Donc, si ce jour-là, pour Niki, la voiture, les pneus, la piste lui permettaient d'arriver second, c'était bien, Gilles, non. Il essayait d'arriver premier. Il était donc naturellement attaché à cette course-ci à tel point que lorsqu'il sortait de la piste détruisant l'arrière il arrivait au box avec la moitié de la voiture et demandait : « Est-ce réparable ? » Vous comprenez et je vous dis qu'à cause de cela il ne serait probablement jamais devenu champion du monde. »
Antonio Tomaini, son ingénieur de course, raconte : « Il aimait non seulement conduire les voitures mais toute chose ayant un moteur le rendait fou. Par exemple, avec son hélicoptère, il faisait un tour au-dessus du box à Fiorano pour nous saluer puis il se positionnait au-dessus de la plateforme d'atterrissage, nous pensions qu'il atterrissait mais à la place, il montait puis se laissait tomber au sol, l'hélicoptère descendait instable puis touchait le sol. »
Nicola Materazzi, ingénieur motoriste de la Scuderia Ferrari raconte : « Gilles faisait pression sur les techniciens parce que personne ne pouvait lui donner les choses qu'il voulait. Son fils était plus raisonnable, il comprenait qu'en dépassant certaines limites vous perdez tout. »